# Dyskografia Powderfinger
Artykuł przedstawia dyskografię zespołu Powderfinger.

## Albumy studyjne
| Rok  | Szczegóły dot. albumu                                                                       | Pozycje na listach | Pozycje na listach | Certyfikaty     |
| Rok  | Szczegóły dot. albumu                                                                       | AUS                | NZ                 | Certyfikaty     |
| ---- | ------------------------------------------------------------------------------------------- | ------------------ | ------------------ | --------------- |
| 1994 | Parables for Wooden Ears - Wydany: 18 lipca 1994 - Wytwórnia: Polydor                       | –                  | –                  | –               |
| 1996 | Double Allergic - Wydany: 2 września 1996 - Wytwórnia: Polydor (533 153-2)                  | 4                  | –                  | AUS: 3× platyna |
| 1998 | Internationalist - Wydany: 7 września 1998 - Wytwórnia: Polydor (547 795-2)                 | 1                  | –                  | AUS: 5× platyna |
| 2000 | Odyssey Number Five - Wydany: 4 września 2000 - Wytwórnia: Grudge (5490922)                 | 1                  | 15                 | AUS: 8× platyna |
| 2003 | Vulture Street - Wydany: 4 lipca 2003 - Wytwórnia: Universal (038 353-2)                    | 1                  | 17                 | AUS: 6× platyna |
| 2007 | Dream Days at the Hotel Existence - Wydany: 2 czerwca 2007 - Wytwórnia: Universal (1735251) | 1                  | 26                 | AUS: 3× platyna |
| 2009 | Golden Rule - Wydany: 13 listopada 2009 - Wytwórnia: Universal                              | —                  | —                  | –               |

### EP
| Tytuł                          | Uwagi                                                                                      |
| ------------------------------ | ------------------------------------------------------------------------------------------ |
| Powderfinger                   | - Wydany: 1993 - Wytwórnia: niezależnie - Znane również jako The Blue EP                   |
| Transfusion                    | - Wydany: 1993 - Wytwórnia: Polydor                                                        |
| Mr Kneebone                    | - Wydany: 1995 - Wytwórnia: Polydor                                                        |
| The Triple M Acoustic Sessions | - Wydany: 1999 - Wytwórnia: Triple M - Edycja limitowana – wydano jedynie 400 egzemplarzy. |
| iTunes Live From Sydney        | - Wydany: 2008 - Uplasował się na 58. miejscu na liście ARIA Albums Chart.                 |

### Albumy koncertowe i kompilacje
| Tytuł                                             | Uwagi | AUS – pozycja |
| ------------------------------------------------- | --- | ------------- |
| These Days: Live in Concert                       | album koncertowy / DVD - Wydany: 6 września 2004 - Wytwórnia: Universal - Uzyskał status podwójnej platynowej płyty - Utwór "Stumblin'" został wydany jako singel.                                          | 2             |
| Fingerprints: The Best of Powderfinger, 1994-2000 | Greatest hits - Wydany: 30 października 2004 - Wytwórnia: Universal - Uzyskał status podwójnej platynowej płyty - Utwór "Bless My Soul" został wydany jako singel - Zawiera nagrania grupy z lat 1994-2000. | 2             |
| Across The Great Divide                           | DVD - Wydany: 1 grudnia 2007 - Wytwórnia: Universal Music - Uzyskał status podwójnej platynowej płyty | –             |
| Seven Deadly Spins                                | – | –             |
| Sunsets Farewell Tour                             | DVD - Wydany: 2010 - Wytwórnia: Universal | –             |
| Footprints - The Best of Powderfinger 2001-2011   | – | –             |
| Fingerprints & Footprints: Ultimate Collection    | – | –             |

## Single
| Rok                                                                                           | Tytuł                                                | Pozycja na listach | Pozycja na listach | Album                                             |
| Rok                                                                                           | Tytuł                                                | AUS                | NZ                 | Album                                             |
| --------------------------------------------------------------------------------------------- | ---------------------------------------------------- | ------------------ | ------------------ | ------------------------------------------------- |
| 1994                                                                                          | "Tail"                                               | –                  | –                  | Parables for Wooden Ears                          |
| 1994                                                                                          | "Grave Concern"                                      | –                  | –                  | Parables for Wooden Ears                          |
| 1994                                                                                          | "Save Your Skin"                                     | –                  | –                  | Parables for Wooden Ears                          |
| 1996                                                                                          | "Pick You Up"                                        | 23                 | –                  | Double Allergic                                   |
| 1996                                                                                          | "D.A.F."                                             | 39                 | –                  | Double Allergic                                   |
| 1997                                                                                          | "Living Type"                                        | 42                 | –                  | Double Allergic                                   |
| 1997                                                                                          | "Take Me In"                                         | 91                 | –                  | Double Allergic                                   |
| 1998                                                                                          | "The Day You Come"                                   | 25                 | –                  | Internationalist                                  |
| 1998                                                                                          | "Don't Wanna Be Left Out/Good-Day Ray"               | 59                 | –                  | Internationalist                                  |
| 1998                                                                                          | "Already Gone"                                       | 64                 | –                  | Internationalist                                  |
| 1999                                                                                          | "Passenger"                                          | 30                 | –                  | Internationalist                                  |
| 2000                                                                                          | "My Happiness                                        | 4                  | 7                  | Odyssey Number Five                               |
| 2000                                                                                          | "Like a Dog"                                         | 40                 | –                  | Odyssey Number Five                               |
| 2000                                                                                          | "My Kind of Scene"                                   | –                  | 41                 | Odyssey Number Five                               |
| 2000                                                                                          | "The Metre/Waiting for the Sun"                      | 31                 | –                  | Odyssey Number Five                               |
| 2003                                                                                          | "(Baby I've Got You) On My Mind"                     | 9                  | –                  | Vulture Street                                    |
| 2003                                                                                          | "Love Your Way"                                      | 37                 | –                  | Vulture Street                                    |
| 2004                                                                                          | "Sunsets"                                            | 11                 | 38                 | Vulture Street                                    |
| 2004                                                                                          | "Since You've Been Gone"                             | 51                 | –                  | Vulture Street                                    |
| 2004                                                                                          | "Stumblin'"                                          | –                  | –                  | These Days: Live in Concert                       |
| 2004                                                                                          | "Bless My Soul"                                      | –                  | –                  | Fingerprints: The Best of Powderfinger, 1994-2000 |
| 2007                                                                                          | "Lost and Running"                                   | 5                  | –                  | Dream Days at the Hotel Existence                 |
| 2007                                                                                          | "I Don't Remember"                                   | 42                 | –                  | Dream Days at the Hotel Existence                 |
| 2007                                                                                          | "Nobody Sees"                                        | 51                 | –                  | Dream Days at the Hotel Existence                 |
| 2008                                                                                          | "Who Really Cares (Featuring the Sound of Insanity)" | –                  | –                  | Dream Days at the Hotel Existence                 |
| 2008                                                                                          | "Wishing on the Same Moon"                           | –                  | –                  | Dream Days at the Hotel Existence                 |
| "–" oznacza, że singel nie pojawił się na danej liście, bądź nie został wydany w danym kraju. |                                                      |                    |                    |                                                   |

## Teledyski
| Rok  | Tytuł                            | Reżyser                        | Produkcja              |
| ---- | -------------------------------- | ------------------------------ | ---------------------- |
| 1993 | "Reap What You Sow"              | David Barker                   | Film Headquarters      |
| 1994 | "Tail"                           | David Barker                   | Film Headquarters      |
| 1994 | "Grave Concern"                  | David Barker                   | Film Headquarters      |
| 1996 | "Pick You Up"                    | David Barker                   | Film Headquarters      |
| 1996 | "D.A.F."                         | David Barker                   | Film Headquarters      |
| 1997 | "Living Type"                    | David Barker                   | Film Headquarters      |
| 1997 | "Take Me In"                     | David Barker                   | Film Headquarters      |
| 1998 | "The Day You Come"               | David Barker                   | Film Headquarters      |
| 1998 | "Don't Wanna Be Left Out"        | Mark Hartley                   |                        |
| 1998 | "Good Day Ray"                   | Mark Hartley                   |                        |
| 1998 | "Already Gone"                   | Mark Hartley                   |                        |
| 1999 | "Passenger"                      |                                | Fifty Fifty films      |
| 1999 | "These Days" piano version       |                                |                        |
| 2000 | "My Kind of Scene"               |                                | Fifty Fifty films      |
| 2000 | "My Happiness"                   | Chris Applebaum                | Fifty Fifty films      |
| 2000 | "Like a Dog"                     |                                | Fifty Fifty films      |
| 2000 | "The Metre"                      |                                |                        |
| 2000 | "Waiting for the Sun"            |                                | Fifty Fifty films      |
| 2003 | "(Baby I've Got You) On My Mind" | Scott Walton                   | Fifty Fifty films      |
| 2003 | "Love Your Way"                  | Scott Walton                   | Fifty Fifty films      |
| 2004 | "Sunsets"                        | Michael Viner                  | Liquid Animation       |
| 2004 | "Stumblin'"                      | Gregor Jordan                  |                        |
| 2004 | "Bless My Soul"                  |                                | Muziek & Entertainment |
| 2007 | "Lost and Running"               | Damon Escott and Stephen Lance | Head Pictures          |
| 2007 | "I Don't Remember"               | Scott Walton                   | Fifty Fifty films      |
| 2007 | "Nobody Sees"                    |                                |                        |